# Letinac
Letinac is een plaats in de gemeente Brinje in de Kroatische provincie Lika-Senj. De plaats telt 222 inwoners (2001).